# Henrikh Mkhitaryan
Henrikh Mkhitaryan (armensk: Հենրիխ Մխիթարյան; født d. 21. januar 1989) er en armensk professionel fodboldspiller, som spiller for Serie A-holdet Inter Milan.

## Klubkarriere

### Tidlige karriere
Mkhitaryan begyndte sin karriere hos FC Pjunik, hvor han gjorde sin førsteholdsdebut i 2006. Han var i sin tid i klubben med til at vinde den armenske liga 4 gange i streg.
Mkhitaryan skiftede til ukrainske Metalurh Donetsk i 2009. Han blev i juli 2010 gjort til holdets nye anfører, og i en alder af 21 år blev han hermed klubbens yngste anfører nogensinde.
Han skiftede i august 2010 til lokalrivalen Sjakhtar Donetsk. Han blev med det samme en fast del af Sjakhtar mandskabet. Han satte i 2012-13 sæsonen en ny rekord da han scorede 24 sæsonmål, hvilke var en ny rekord for flest mål i en sæson i den ukrainske liga.

### Borussia Dortmund
Mkhitaryan skiftede i juli 2013 til Borussia Dortmund. I 2015-16 sæsonen var han spilleren med flest assists i Bundesligaen, og han blev kåret til årets spiller i ligaen af sportsmagasinet kicker.

### Manchester United
Mkhitaryan skiftede i juli 2016 til Manchester United, og blev hermed den første armenske spiller i Premier League nogensinde. Han var med til at vinde Europa League i hans debutsæson, og blev hermed den første armenske spiller til vinde et europæisk trofæ.

### Arsenal
Mkhitaryan skiftede i januar 2018 til Arsenal i en byttehandel som sendte Alexis Sánchez den anden vej. Han havde en fantastisk debut, da han lavede 3 assists i sin debut for klubben.
Han blev centrum for kontrovers omkring Europa League finalen 2018, som blev afholdt i Baku. På grund af den politiske konflikt mellem Armenien og Aserbajdsjan var hans sikkerhed ikke garanteret, og han besluttede derfor ikke at tage med til kampen.

### Roma
Mkhitaryan skiftede i september 2019 til AS Roma på en lejeaftale. Efter han vendte tilbage fra leje, blev Arsenal og Mkhitaryan enige om at ophæve hans kontrakt, og han skiftede herefter til Roma på en fast aftale.

### Inter Milan
Mkhitaryan skiftede i juli 2022 til Inter Milan.

## Landsholdskarriere

### Ungdomslandshold
Mkhitaryan har repræsenteret Armenien på flere ungdomsniveauer.

### Seniorlandshold
Mkhitaryan debuterede for Armeniens landshold den 14. januar 2007. Han annoncerede i marts 2022 at han gik på pension fra landsholdsfodbold. Hans 32 landsholdsmål er rekorden for flest mål på det armenske landshold nogensinde. Han rangerer nummer 2 på flest landskampe med sine 95.

## Titler
Pjunik
- Armenske Premier League: 4 (2006, 2007, 2008, 2009)
- Armenske Cup: 1 (2009)
- Armenske Supercup: 2 (2007, 2008)

Sjakhtar Donetsk
- Ukrainske Premier League: 3 (2010-11, 2011-12, 2012-13)
- Ukrainske Cup: 3 (2010-11, 2011-12, 2012-13)
- Ukrainske Super Cup: 1 (2012)

Borussia Dortmund
- DFL-Supercup: 1 (2014)

Manchester United
- EFL Cup: 1 (2016-17)
- FA Community Shield: 1 (2016)
- UEFA Europa League: 1 (2016-17)

Roma
- UEFA Europa Conference League: 1 (2021-22)

Individual
- Årets fodboldspiller i Armenien: 10 (2009, 2011, 2012, 2013, 2014, 2015, 2016, 2017, 2019, 2020)
- Ukrainske Premier League Bedste spiller: 1 (2012-13)
- Ukrainske Premier League Topscorer: 1 (2012-13)
- Bundesliga Flest assist: 1 (2015-16)
- Bundesliga Sæsonens hold: 1 (2015-16)
- kicker Bundesliga Spillernes sæsonens spiller: 1 (2015-16)
- UEFA Europa League Sæsonens hold: 1 (2016-17)